# Équipe cycliste Météore
L'équipe cycliste Météore, est une équipe cycliste française de cyclisme professionnel sur route, active entre 1924 et 1928, sponsorisée par la société de construction de cycles « Météore » située à Mandeure dans le Doubs, rachetée par Peugeot, en devient une filiale en 1947 puis regroupée avec Aiglon et Griffon. 
L'équipe cycliste Elvé, marque de la filiale belge de Peugeot, court, en Belgique, avec le maillot portant la marque « Météore » ou « Griffon » dans la fin des années 1950. Une équipe belge court sous le maillot « Météore » en 1953.

## Principaux résultats

### Classiques
- Tour de Romagne 1925 (Angelo Gremo)
- Paris-Lille 1927 (Romain Bellenger)

### Bilan sur les grands tours
- Tour de France

## Effectifs
- 1924
  - Roger Lacolle
- 1925
  - Honoré Barthélémy
  - Arturo Bresciani
  - Georges Cuvelier
  - Federico Gay
  - Angelo Gremo
  - Roger Lacolle
  - Romolo Lazzaretti
  - Luigi Lucotti
- 1926
  - Honoré Barthélémy
  - Marcel Buysse
  - Georges Cuvelier
  - Benoît Faure
  - Marcel Gobillot
  - Angelo Gremo
  - Marcel Huot
  - Fernand Moulet
  - Secondo Martinetto
  - Fernand Saivé
  - René Vermandel
- 1927
  - Romain Bellenger
  - Fernand Moulet
  - Salomon Gerson[réf. nécessaire]